# Heber Springs
Heber Springs település az Amerikai Egyesült Államok Arkansas államában, Cleburne megyében, melynek megyeszékhelye is. Lakosainak száma 6969 fő (2020. április 1.).

## Népesség
A település népességének változása:

| 2010 | 7 165 |
| 2020 | 6 969 |